# Gopes
O Gopes (Grupo de Operaciones Especiales) é um grupo operativo táctico da Polícia Federal Preventiva do México. Sua missão é realizar uma variedade de operações, tais como: resgate de reféns, captura de criminosos altamente perigosos, combate ao narcotráfico, contra-terrorismo e combate ao crime organizado. Tem 87 membros, divididos em grupos de 8 a 12 operadores.
O GOPES é uma força bem treinada. Realizaram cursos do GAFE mexicano, GEO Espanhol, AFEUR colombiano, RAID francês, Estados Unidos e da Marinha FAMS.

## Armamentos
Os principais armamentos do Gopes são: Pistolas Glock calibre 9 MM e .40, submetralhadoras HK MP5,  fuzis HK G3, HK G36, M4A1.